# Robin Knoche
Robin Knoche (Braunschweig, 1992. május 22. –) német labdarúgó, az Union Berlin játékosa.

## Sikerei, díjai
- VfL Wolfsburg
  - Német kupa: 2014–15
  - Német szuperkupa: 2015